# احتلال كوريتسا
احتلال كوريتسا (بالإنجليزية: Capture of Korytsa) أو كورتشي حيث سيطرة القوات اليونانية المسلحة علي البلدة بعد اجبار القوات العثمانية علي الانسحاب وحدث ذلك في 20 ديسمبر 1912، خلال أحداث معارك حرب البلقان الأولى .

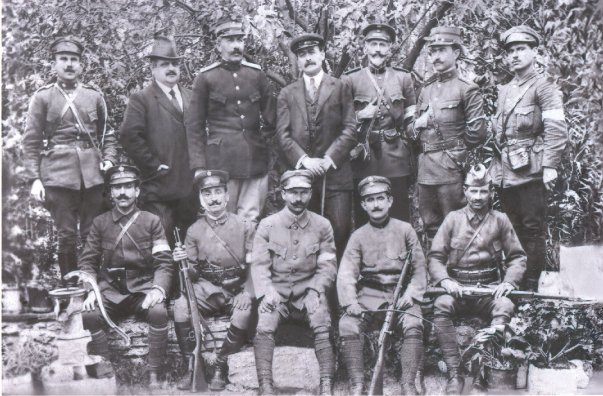
ضباط الجيش الهيليني في كوريتسا

## الأحداث
خلال حروب البلقان ، اندلع صراع بين دول البلقان (بلغاريا، صربيا، الجبل الاسود، اليونان) ضد الدولة العثمانية واشتعلت الحرب في يوليو 1912 وانتهت بانتصار تحالف دول البلقان، أثناء انتصارات حلفاء البلقان، تقدم الجيش اليوناني واستولي علي سالونيك ومن ثم تقدم في اتجاه الشمال الغربي إلى كاستوريا ثم كورتشي .
خلال هذه الاثناء كانت جبهة إبيروس لا تزال مشتعلة وقامت القوات العثمانية بقيادة داود باشا بوضع 24000 من القوات العثمانية في كوريتسا لحماية الشمال الشرقي من مدينة يوانينا ، المركز الحضري لمنطقة إبيروس ، وفي 20 ديسمبر 1912 ، وبعد 3 أيام من بدء مفاوضات السلام، نجحت القوات اليونانية في ابعاد العثمانيين من كوريتسا . 
وأعطى ذلك تقدماً هاماً للقوات اليونانية من أجل السيطرة على المنطقة بأكملها ويوانينا، والذي حدث بالفعل مع معركة بيزاني في مارس 1913. وبعد الاستيلاء علي المدينة زار الأمير جورج (لاحقًا جورج الثاني ملك اليونان ) في 17 مايو 1913. استقبله رئيس بلدية المدينة المسلم . 

## للمزيد من القراءات
- Erickson، Edward J. (2003). Defeat in Detail: The Ottoman Army in the Balkans, 1912-1913. Greenwood Publishing Group. ISBN:0275978885. {{استشهاد بكتاب}}: الوسيط author-name-list parameters تكرر أكثر من مرة (مساعدة)
- Hall، Richard C. (2000). The Balkan Wars, 1912-1913: Prelude to the First World War. Routledge. ISBN:0415229464.
- Schurman، Jacob Gould (2004). The Balkan Wars 1912 To 1913. Kessinger Publishing. ISBN:1419153455.